# Kato Mikeladze
Kato Mikeladze (1878-1942) fue una activista feminista georgiana impulsora del movimiento feminista de Georgia. En 1916 creó el Club de Mujeres de Kutaisi desde el que en 1917 fundó el primer periódico feminista del país: "Voz de la mujer georgiana".

## Trayectoria
Estudió primero en Moscú y en 1906 se trasladó a Europa. Tras graduarse en Ciencias Sociales y Políticas por la Universidad de Bruselas se estableció en París donde permaneció hasta 1915 entrando en contacto con el movimiento de mujeres de Europa.
En 1916 al regresar a Georgia inició su activismo creó el Club de Mujeres de Kutaisi con el objetivo de unir a mujeres de diferentes clases y partidos políticos en favor de la participación política. En 1917 el club publicó la revista "Voice of Georgian Woman" (Voz de la mujer georgiana) que la propia Kato Mikeladze dirigía. El periódico publicó 50 números de abril de 1917 a septiembre de 1918. Mikeladze y otras autoras escribieron sobre la situación y las condiciones en las que vivían las mujeres exigiendo derechos políticos y civiles para ellas y reflexionando sobre los eventos políticos significativos.
En 1917-18 creó la red regional de la Liga de Mujeres, que reunió a mujeres de todas las regiones del oeste de Georgia. 
El periódico se cerró durante la primera República de Georgia (1918-21) y la época posterior del terror bolchevique arrojó las ideas de Kato Mikeladze y otros dedicados al concepto de igualdad de género en la "papelera de la historia", según el régimen considerados "perversiones de la burguesía" denuncia la investigadora Aia Beraia.

## Reconocimientos y homenajes póstumos
En 2013 la activista feminista e investigadora Tamta Melashvili publicó el libro sobre su historia Kato Mikeladze: Unknown Stories of Georgian Feminism.
En 2014 se presentó el documental "Untold Herstories", una iniciativa del Grupo de Feministas Independientes apoyado por la embajada Estonia en Tiblisi sobre la historia de las pioneras feministas georgianas del siglo XIX:  Barbara Jorjadze, Ekaterine Gabashvili y Kato Mikeladze. Tamta Melashvili escribió el guion y fue dirigido por Salome Sagaradze.
En 2017 se celebró el Festival Feminista en Kutaisi organizado por la Women's Fund in Georgia (WFG) en torno a las Voces de Mujeres Georgianas con motivo de la celebración del centenario de la publicación del primer periódico feminista dirigido por Mikeladze y el objetivo de recuperar la historia feminista de Georgia.

### Premio Kato Mikeladze
En 2013 la fundación Women's Fund in Georgia estableció el "Premio Kato Mikelaze" en su memoria. La primera ganadora del premio fue la activista Eka Agdgomelashvil. En 2014 el premio apoyado por la embajada de Holanda y ONU Mujeres en Georgia fue otorgado a Marina Tabukashvili, directora general de TASO Fund.